# サウル・アルバレス 対 ビリー・ジョー・ソーンダース戦
サウル・アルバレス 対 ビリー・ジョー・ソーンダース戦（サウル・アルバレス たい ビリー・ジョー・ソーンダースせん、別名Face The Fearless）は、2021年5月8日、アメリカ合衆国テキサス州サンアントニオのAT&Tスタジアムで開催されたプロボクシングの試合。WBA・WBC世界スーパーミドル級統一王者のアルバレスと、WBO世界スーパーミドル級王者のソーンダースが行うスーパーミドル級王座統一戦。興行はマッチルーム・スポーツ・USAとカネロ・プロモーションズの合同興行として行われ73126人の観客動員は屋内会場における最多入場記録となった。

## 試合までの経緯

### 両者の王座獲得から防衛まで
2018年12月15日、ニューヨークのマディソン・スクエア・ガーデンで、当時ミドル級王者だったアルバレスが階級を上げてWBA世界スーパーミドル級正規王者ロッキー・フィールディングと対戦し、3回2分38秒TKO勝ちを収め、王座を獲得し3階級制覇に成功した。
2019年5月18日、ヒルベルト・ラミレスの王座返上に伴いスティーブニッジのラメックス・スタジアムでソーンダースがシェファト・イスフィーとWBO世界スーパーミドル級王座決定戦を行い、12回3-0（120-108、117-111、118-110）の判定勝ちを収め、2階級制覇に成功した。
2019年11月9日、アメリカ・ロサンゼルスのステイプルズ・センターでKSIvsローガン・ポールの前座でソーンダースがWBO世界スーパーミドル級10位のマルセロ・エステバン・コセレスと対戦し、11回1分59秒KO勝ちを収め初防衛に成功した。この試合で、ソーンダースは75万ドル（約8100万円）、コセレスは8万ドル（約870万円）のファイトマネーを稼いだ。
2020年5月2日、T-モバイル・アリーナでアルバレスとソーンダースが王座統一戦で対戦する交渉が締結寸前だったが新型コロナウイルスの影響で試合延期になった。
2020年12月4日、ウェンブリーでソーンダースがWBO世界スーパーミドル級12位のマーティン・マレーと対戦し、12回3-0(118-110、120-109×2)の判定勝ちを収め2度目の防衛に成功した。
2020年12月19日、テキサス州サンアントニオのアラモドームで、アルバレスがWBA世界スーパーミドル級スーパー王者カラム・スミスとWBA王座団体内統一戦並びにWBC世界スーパーミドル級王座決定戦で対戦し、12回3-0(117-111、119-109×2)の判定勝ちを収め、WBAは王座統一による初防衛、空位だったWBC王座の獲得、スミスが保持していたリングマガジン認定王座の獲得にも成功した。
2021年1月28日、ESPNなどがアルバレスとソーンダースが2021年5月に統一戦を行う計画であると報じた。その後、2021年2月9日にボクシングシーン・ドットコムなどが2024年5月8日にネバダ州ラスベガスのアレジアント・スタジアムで統一戦が挙行される可能性が強くなったと伝えた。

### 対戦決定後の概要から試合まで
2021年2月28日、フロリダ州マイアミのハードロック・スタジアムで、アルバレスがWBC世界スーパーミドル級1位で指名挑戦者アブニ・イルディリムと対戦し、3回終了TKO勝ちを収めWBA王座は2度目、WBC王座の初防衛に成功した。試合後に5月8日にソーンダースとの3団体王座統一戦が発表された。
ボクシングシーンのインタビューにおいて、ソーンダースは「カネロを攻略するためにフットワーク、技術、考え方、頭脳を持っている選手は私だけしかいない」と自身の能力をアピールし、「彼はスポーツの主人公であり、ボクシング界の顔だ。みんな彼に敬意を払わなくてはいけなし、彼はいい選手を打ち負かしてきた。しかしだれも無敵ではない。私にはそれを適切に使えば彼に勝てるだけのツールを持っている」と自らをアルバレスに勝てる唯一の選手だと強調した。
2021年3月19日、アメリカの各メディアが、世界スーパーミドル級3団体王座統一戦の試合会場がテキサス州のAT&Tスタジアムで開催されることを発表した。
2021年4月17日、マッチルーム・スポーツはアンダーカードでWBO世界ライトフライ級王者エルウィン・ソトが元世界ミニマム級王者高山勝成と防衛戦を行うことを発表した。
2021年4月21日、ラスベガスでトレーニングを行っているソーンダースが統一戦に向けて意欲を見せ、「これまでカネロと対戦した相手はランニングしてアウトボクシングを試みたり、打ち合いに持ち込もうとしたりしたけど唯一成功したのはフロイド・メイウェザーだけ。肉体の上に頭がある。筋肉の勝負よりも頭脳戦に持ち込みたい、脚を使って戦うというより自分の距離をキープしてパンチを打ち込むたい。ワナを仕掛けてカネロを封じる」と発言。一方のアルバレスはオンライン会見上で、「ビリー・ジョー・サンダースが持っているものを全部、把握している。彼はスピードがあってよく動き回る。それにサウスポーで難しい相手だ。でも私はどんなスタイルの選手にも対応できるレベルに到達している。全盛期にいると感じている」と自信をのぞかせ、「疑いなく私は勝つ。歴史をつくることに邁進している。私の頭にあるのはそれだけだ」と語った。
2021年5月4日、試合リングのサイズを巡って騒動があった。ソーンダースは24フィート（約7.3メートル）のリングを想定していたが、18フィート（約5.5メートル）のリングを使用する予定であることがわかり、足を使うタイプであるソーンダースにとって不利でファイタータイプのアルバレスにとって有利な狭いリングを使おうとしているとして、「ボクシングのリングが電話ボックスのサイズで私の動きを止めようとしている。18フィートのリングなんて受け入れられない」と不満を示し、リングサイズの問題が解決しなければ試合を拒否することを示唆したが、交渉の末、最終的に22フィート（6.7メートル）のリングを使用することで決着した
。こうした騒動にアルバレスは怒り心頭だったようだが、取材では冷静に「私は何も苛立っていない。ソーンダースはたくさん言い訳を用意しているようだが、私はリングで仕事をするだけだ」と一蹴し、「彼がボクシングのレッスンをするって？　私は5、6年前の私ではない。経験を積んでより成熟したファイターになった。彼は土曜日の夜、まったく違ったレベルの戦いを経験することになる。ジャッジがいらない試合になることを望んでいる」とレベルの違いを強調した。
2021年5月5日、両選手がフェイスオフを行った。ソーンダースは「この戦いは頭脳がすべてを支配する。パワーでも筋肉でも技術でもない。頭脳と戦略であり、いかにゲームプランを実行できるかにっかっている。アンダードッグがたまに勝利することはボクシングにとってもいいことだ」とコメントした。
2021年5月7日、前日計量が行われ、アルバレスが167.4ポンド、ソーンダースが167.8ポンドを計測し一発で計量をパスした。
2021年5月8日、テキサス州のAT&Tスタジアムで行われたWBA・WBC・WBO世界スーパーミドル級王座統一戦に於いて、アルバレスが8回終了TKO勝ちを収めWBA王座は3度目、WBC王座の2度目の防衛と、WBO王座の獲得に成功し3団体王座統一を果たした。この試合のゲート収入が900万2920ドル（約9億7000万円）であることがテキサス州ライセンス規制局に提出されたレポートに基づいてボクシングシーンが報じた。試合中にソーンダースは頬骨と眼窩骨を3箇所骨折し手術を受けた。

## 対戦カード
^Note 1 WBA・WBC・WBO世界スーパーミドル級王座統一戦、リングマガジン世界スーパーミドル級タイトルマッチ
^Note 2 WBO世界ライトフライ級タイトルマッチ

## 採点表
| 王座：WBA・WBC・WBO世界スーパーミドル級王座統一戦 リングマガジン世界スーパーミドル級タイトルマッチ | 王座：WBA・WBC・WBO世界スーパーミドル級王座統一戦 リングマガジン世界スーパーミドル級タイトルマッチ | 王座：WBA・WBC・WBO世界スーパーミドル級王座統一戦 リングマガジン世界スーパーミドル級タイトルマッチ | 王座：WBA・WBC・WBO世界スーパーミドル級王座統一戦 リングマガジン世界スーパーミドル級タイトルマッチ | 王座：WBA・WBC・WBO世界スーパーミドル級王座統一戦 リングマガジン世界スーパーミドル級タイトルマッチ |                                                | 主審：マーク・カローイ(3団体)                  | 主審：マーク・カローイ(3団体)                  | 主審：マーク・カローイ(3団体)                  | 主審：マーク・カローイ(3団体)                  | 主審：マーク・カローイ(3団体)                              |                                                            | 立会人：ヒルベルト・メンドーサ・ジュニア（WBA:ベネズエラ,WBA会長） マウリシオ・スレイマン（WBC:メキシコ,WBC会長） フランシスコ・バルカルセル（WBO:プエルトリコ,WBO会長） | 立会人：ヒルベルト・メンドーサ・ジュニア（WBA:ベネズエラ,WBA会長） マウリシオ・スレイマン（WBC:メキシコ,WBC会長） フランシスコ・バルカルセル（WBO:プエルトリコ,WBO会長） | 立会人：ヒルベルト・メンドーサ・ジュニア（WBA:ベネズエラ,WBA会長） マウリシオ・スレイマン（WBC:メキシコ,WBC会長） フランシスコ・バルカルセル（WBO:プエルトリコ,WBO会長） | 立会人：ヒルベルト・メンドーサ・ジュニア（WBA:ベネズエラ,WBA会長） マウリシオ・スレイマン（WBC:メキシコ,WBC会長） フランシスコ・バルカルセル（WBO:プエルトリコ,WBO会長） | 立会人：ヒルベルト・メンドーサ・ジュニア（WBA:ベネズエラ,WBA会長） マウリシオ・スレイマン（WBC:メキシコ,WBC会長） フランシスコ・バルカルセル（WBO:プエルトリコ,WBO会長） |
| 開催日：2021年5月8日                                                                               | 開催日：2021年5月8日                                                                               | 開催日：2021年5月8日                                                                               | 開催日：2021年5月8日                                                                               | 開催日：2021年5月8日                                                                               | 会場：テキサス州サンアントニオ・AT&Tスタジアム | 会場：テキサス州サンアントニオ・AT&Tスタジアム | 会場：テキサス州サンアントニオ・AT&Tスタジアム | 会場：テキサス州サンアントニオ・AT&Tスタジアム | 会場：テキサス州サンアントニオ・AT&Tスタジアム | 主催：マッチルーム・スポーツ・USA カネロ・プロモーションズ | 主催：マッチルーム・スポーツ・USA カネロ・プロモーションズ | 主催：マッチルーム・スポーツ・USA カネロ・プロモーションズ | 主催：マッチルーム・スポーツ・USA カネロ・プロモーションズ | 主催：マッチルーム・スポーツ・USA カネロ・プロモーションズ | | |
| サウル・アルバレス                                                                                 | サウル・アルバレス                                                                                 | 対                                                                                                 | ビリー・ジョー・ソーンダース                                                                       | ビリー・ジョー・ソーンダース                                                                       | サウル・アルバレス                             | サウル・アルバレス                             | 対                                             | ビリー・ジョー・ソーンダース                   | ビリー・ジョー・ソーンダース                   | サウル・アルバレス                                         | サウル・アルバレス                                         | 対 | ビリー・ジョー・ソーンダース | ビリー・ジョー・ソーンダース | | |
| RS                                                                                                 | TS                                                                                                 | 回                                                                                                 | TS                                                                                                 | RS                                                                                                 | RS                                             | TS                                             | 回                                             | TS                                             | RS                                             | RS                                                         | TS                                                         | 回 | TS | RS | | |
| 9                                                                                                  | | 1                                                                                                  | | 10                                                                                                 |                                                | 9                                              |                                                | 1                                              |                                                | 10                                                         |                                                            | 9 | | 1 | | 10 |
| 10                                                                                                 | 19                                                                                                 | 2                                                                                                  | 19                                                                                                 | 9                                                                                                  | 10                                             | 19                                             | 2                                              | 19                                             | 9                                              | 10                                                         | 19                                                         | 2 | 19 | 9 | | |
| 10                                                                                                 | 29                                                                                                 | 3                                                                                                  | 28                                                                                                 | 9                                                                                                  | 10                                             | 29                                             | 3                                              | 28                                             | 9                                              | 10                                                         | 29                                                         | 3 | 28 | 9 | | |
| 10                                                                                                 | 39                                                                                                 | 4                                                                                                  | 37                                                                                                 | 9                                                                                                  | 10                                             | 39                                             | 4                                              | 37                                             | 9                                              | 10                                                         | 39                                                         | 4 | 37 | 9 | | |
| 9                                                                                                  | 48                                                                                                 | 5                                                                                                  | 47                                                                                                 | 10                                                                                                 | 9                                              | 48                                             | 5                                              | 47                                             | 10                                             | 9                                                          | 48                                                         | 5 | 47 | 10 | | |
| 10                                                                                                 | 58                                                                                                 | 6                                                                                                  | 56                                                                                                 | 9                                                                                                  | 10                                             | 58                                             | 6                                              | 56                                             | 9                                              | 10                                                         | 58                                                         | 6 | 56 | 9 | | |
| 10                                                                                                 | 68                                                                                                 | 7                                                                                                  | 65                                                                                                 | 9                                                                                                  | 10                                             | 68                                             | 7                                              | 65                                             | 9                                              | 10                                                         | 68                                                         | 7 | 65 | 9 | | |
| 10                                                                                                 | 78                                                                                                 | 8                                                                                                  | 74                                                                                                 | 9                                                                                                  | 10                                             | 78                                             | 8                                              | 74                                             | 9                                              | 10                                                         | 78                                                         | 8 | 74 | 9 | | |
| 計                                                                                                 | | –                                                                                                  | | 計                                                                                                 |                                                | 計                                             |                                                | –                                              |                                                | 計                                                         |                                                            | 計 | | – | | 計 |
| 副審：グレン・フェルドマン(3団体)                                                                  | 副審：グレン・フェルドマン(3団体)                                                                  | 副審：グレン・フェルドマン(3団体)                                                                  | 副審：グレン・フェルドマン(3団体)                                                                  | 副審：グレン・フェルドマン(3団体)                                                                  | 副審：ティム・チーザム(3団体)                  | 副審：ティム・チーザム(3団体)                  | 副審：ティム・チーザム(3団体)                  | 副審：ティム・チーザム(3団体)                  | 副審：ティム・チーザム(3団体)                  | 副審：マックス・デルーカ(3団体)                            | 副審：マックス・デルーカ(3団体)                            | 副審：マックス・デルーカ(3団体) | 副審：マックス・デルーカ(3団体) | 副審：マックス・デルーカ(3団体) | | |
| 処分：無し                                                                                         | 処分：無し                                                                                         | 処分：無し                                                                                         | 処分：無し                                                                                         | 処分：無し                                                                                         | 減点：無し                                     | 減点：無し                                     | 減点：無し                                     | 減点：無し                                     | 減点：無し                                     | 結果：アルバレスの8回終了TKO勝利                           | 結果：アルバレスの8回終了TKO勝利                           | 結果：アルバレスの8回終了TKO勝利 | 結果：アルバレスの8回終了TKO勝利 | 結果：アルバレスの8回終了TKO勝利 | | |